# Rannaküla (Muhu)
Rannaküla – wieś w Estonii, w prowincji Sarema, w gminie Muhu.